# Шегди
Шегди (пол. Szegdy) — присілок села Теплиці у Переворському повіті Підкарпатського воєводства, гміна Адамівка.

## Розташування
Знаходиться на північ від Теплиць, серед лісів, над річкою Золотаричка (права притока Сяну).

## Історія
У 1831 р. в селі Теплиці (серед семи присілків згадуються і Шегди) була греко-католицька парохіяльна церква Різдва Пресвятої Богородиці, освячена 1681 року перемиським єпископом Іваном Малаховським, яка належала до Ярославського деканату Перемишльської єпархії, було 2046 парафіян.
Відповідно до «Географічного словника Королівства Польського» присілок Шегди був теж частиною села Теплиці. У ньому був 31 будинок і 171 мешканець. Тоді ж, та й до 1914 року, поблизу села проходив кордон між Австро-Угорщиною та Російською імперією.
У 1937 р. в Шегдах проживало 187 греко-католиків.
1945 року відповідно до «Угоди про взаємний обмін населенням у прикордонних районах» українське населення Шегдів було вивезене в УРСР. Як наслідок, значно зменшилася кількість мешканців присілку, залишилося лише декілька будинків.
Серед жителів присілку було поширене прізвище Шегда.
З 1975 по 1998 був у Перемишльському воєводстві.